# Сластёны (блюдо)
Сластёны (укр. сластьони) — украинское десертное блюдо, в виде шариков из теста зажаренных в кипящем масле. Также существуют варианты жареных и запечённых сластён.

## Рецепты
Из пшеничной муки, тёплого молока, яиц и дрожжей замешивается тесто и дают ему подойти. Затем, смочив руку водой, чтобы тесто не прилипало, его кусочки бросают в кипящее растительное или сливочное масло, чтобы обжарить. После чего посыпают сахарной пудрой с ванилью.
Также сластёны готовят на сметане: желтки взбивают с солью, добавляют муку, взбитые в пену белки и столько сметаны, чтобы тесто было мягким. С помощью ложки бросают кусочки теста в кипящее масло. Выкладывают на тарелку и посыпают сахарной пудрой.
Чтобы приготовить сластёны из манки варят кашу на молоке из манной крупы, мягкую, но не жидкую. Как охладится, добавляют несколько яиц и сахар по вкусу. Полученную массу обжаривают в масле, после чего посыпают сахаром.
Сластёны можно приготовить с начинкой и запечь их. Для этого делают дрожжевое тесто и дав ему подойти, снова замешивают мукой, затем дают подойти второй раз, добавляют сахар и цедру. После чего тесто раскатывают и вырезают сластёны. В качестве начинки используют варенье или сваренные и протёртые через сито яблоки, и вторично сваренные с сахаром и цедрой. Сложив сластёны с начинкой один на один, дать им дают подняться на промасленном противне в теплом месте, затем поджаривают снизу, добавив немного масла. После этого доготовливают в печи.

### В литературе
В поэме «Энеида» Ивана Котляревского сластёны упоминаются среди других лакомств, которые ели праведники в раю.
І ласощі все тілько їли,
Сластьони, коржики, стовпці,
Варенички пшеничні, білі,

Пухкі з кав’яром буханці